# Kekerten Island
Kekerten Island (Inuktitut Qikiqtaq) ist eine unbewohnte Insel in der Qikiqtaaluk Region von Nunavut, Kanada. Ihre ehemalige Walfangstation besitzt seit 1985 den Status einer National Historic Site of Canada.

## Geographie
Die Insel ist die südlichste der Kikastan Islands vor der Mündung des Kingnait Fiords in den Cumberland Sound der Baffininsel. Zwischen Kekerten und Agulagok Island liegt die geschützte Bucht Kekerten Harbour, die früher von Walfängern genutzt wurde. Die nächste Ortschaft ist das 50 km nördlich gelegene Pangnirtung.

## Geschichte
1840 führte der junge Inuk Eenoolooapik (ca. 1820–1847) den schottischen Walfänger William Penny in den Cumberland Sound, der reich an Grönlandwalen war. Kekerten Island wurde neben Blacklead Island zum Zentrum des Walfangs im Cumberland Sound und zu einer Stätte der Begegnung der Inuit mit europäischen und amerikanischen Walfängern. 1857 wurden die ersten festen Gebäude errichtet, und der sichere Hafen diente vielen Walfängern zur Überwinterung. Inuit aus der Region siedelten sich in der Nähe der Station an. Sie arbeiteten auf den Walfangbooten und versorgten die Walfänger mit Nahrung und Pelzen. Im Gegenzug erhielten sie Gewehre, Messer, Streichhölzer und andere nützliche Güter. Die Siedlung auf Kekerten Island wurde 1923 aufgegeben, nachdem der Walfang zum Erliegen gekommen war.
Die Reste der Walfangstation, des nahen Friedhofs und eines Schiffswracks sind heute als National Historic Site of Canada geschützt.